# Bochumer Stadt- & Studierendenzeitung
Die Bochumer Stadt- & Studierendenzeitung (Eigenschreibweise :bsz) ist die zweitälteste kontinuierlich erscheinende Studierendenzeitung im deutschsprachigen Raum (seit Februar 1967). Herausgegeben wird sie vom Allgemeinen Studierendenausschuss (AStA) an der Ruhr-Universität Bochum. Die Zeitung erscheint während des Semesters wöchentlich, in der vorlesungsfreien Zeit alle zwei Wochen in einer Auflage von 2.500 Exemplaren und wird an der Ruhr-Universität kostenlos verteilt. Des Weiteren versteht sich die :bsz als Bindeglied zwischen der Universität und der Stadt Bochum, weshalb die Zeitung auch in Lokalitäten in der Innenstadt Bochums (vornehmlich im Kneipenviertel Bermuda3eck) ausgelegt wird.